# Randia canescens
Randia canescens är en måreväxtart som beskrevs av Jesse More Greenman. Randia canescens ingår i släktet Randia och familjen måreväxter. Inga underarter finns listade i Catalogue of Life.